# Mathias Grönberg
Mathias Grönberg (* 12. März 1970 in Stockholm) ist ein schwedischer Profigolfer der nordamerikanischen PGA TOUR.

## Werdegang
Er gewann 1988 die schwedischen Jugendmeisterschaften und 1990 die British Youths Championship, sowie mit Schweden die Eisenhower Trophy, wobei Grönberg die Einzelwertung dieses prestigeträchtigen Amateurbewerbs für sich entscheiden konnte. Am Ende dieses Jahres wurde er Berufsgolfer.
Grönberg begann auf der zweitgereihten Challenge Tour und war danach von 1993 bis 2003 Mitglied der erstklassigen European Tour. Er verzeichnete vier Turniererfolge und hatte 1998 sein bestes Ranking in der European Tour Order of Merit mit Rang 10. In jenem Jahr 1998 verblüffte Grönberg die Fachwelt, als er bei den Smurfit European Open im berühmten K Club (Austragungsort des Ryder Cup 2006) ein Weltklassefeld mit einem Vorsprung von zehn Schlägen deklassierte.
Dazwischen versuchte er immer wieder, sich für die nordamerikanische PGA TOUR zu qualifizieren, was ihm nach sechs vergeblichen Bemühungen durch den Gewinn der Q-School 2003 gelang. Grönberg konnte sich aber nicht richtig durchsetzen und nach zwei Spielzeiten musste er sich im Herbst 2005 wieder über die Q-School die weitere Spielberechtigung holen. Die Saison 2006 verlief ansprechend und mit einem vierten Platz bei den Shell Houston Open konnte er ein Spitzenergebnis verbuchen. 2007 gelang Grönberg sein bislang bestes Ergebnis auf der PGA Tour mit einem geteilten dritten Rang bei den Valero Texas Open.
Am 2. September 2012 schaffte er in Crans-Montana ein Hole-in-one.
Mathias Grönberg ist seit 1999 mit seiner Frau Tara verheiratet und hat eine Tochter. Aus steuerlichen Gründen hat er einen Wohnsitz in Monaco, lebt aber mit seiner Familie hauptsächlich in New Jersey und Florida.

## Turniersiege
- 1991 SM Match Play (Challenge Tour)
- 1995 Canon European Masters (European Tour)
- 1998 Smurfit European Open (European Tour)
- 2000 South African Open (gemeinsames Event der European Tour und der Sunshine Tour)
- 2003 Italian Open (European Tour)
- 2009 Melwood Prince George’s County Open (Nationwide Tour)

## Teilnahmen an Teambewerben
- Alfred Dunhill Cup (für Schweden): 1998, 2000
- World Cup (für Schweden): 1998, 2000
- Seve Trophy (für Kontinentaleuropa): 2002